# Vinzaglio
Vinzaglio – miejscowość i gmina we Włoszech, w regionie Piemont, w prowincji Novara.
Według danych na rok 2004 gminę zamieszkiwało 609 osób, 40,6 os./km².